# Jomo Kenyattas internationella flygplats

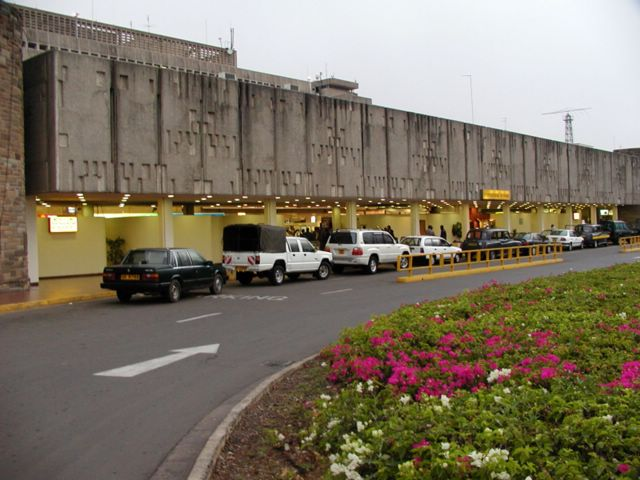
Jomo Kenyattas internationella flygplats

Jomo Kenyattas internationella flygplats (IATA: NBO, ICAO: HKJK) tidigare kallad Nairobis internationella flygplats är en av Kenyas större flygplatser och landets mest använda.
Flygplatsen ligger i Nairobi i Kenya och är namngiven efter den tidigare ledaren Jomo Kenyatta. Fram till 1970-talet hette flygplatser "Embakasi", som syftade på området utanför staden där den ligger.
Flygplatsen är huvudnav för Kenya Airways.
Jomo Kenyatta-flygplatsen servas av en 4 117 meter lång bana i nordost-sydvästlig riktning. Den moderna flygplatsen har en terminalbyggnad konstruerad under 1970-talet. Den äldre Embakasiterminalen används idag för frakt och som Kenyas flygvapens träningsfacilitet, som byggdes före 1960-talet.
År 2004 hade flygplatsen sammanlagt 3 999 711 passagerare (+15,9% sedan 2003).
Flygplatsen öppnade första gången i maj 1958.